# 心切り役者

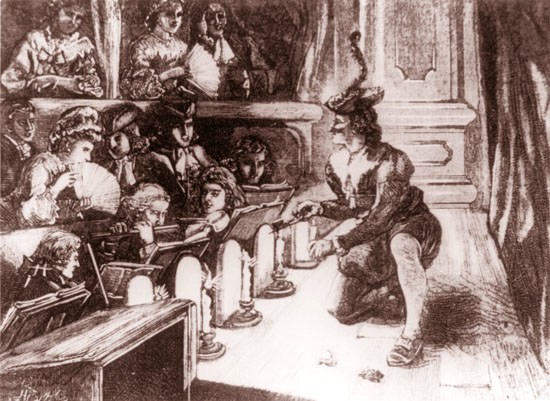
1800年以前の舞台では衣装を着た心切り役者が脚光の芯を切り取っていた。

心切り役者 (しんきりやくもの、(蝋燭の芯切り係とも）、ドイツ語:Lichtputzer) とは、照明が樹脂ろうそくだった時代に、舞台照明のろうそくを手入れしていた職業である。

## 概要
昔の獣脂ろうそくは燃焼を維持するために定期的に手入れが必要だった。このため心切りハサミと呼ばれる特殊なハサミを使って定期的にろうそくの芯を切っていた。
獣脂ろうそくの光の強さは11分後には最初の39%に減少し、29 分後には16% にまで弱くなってしまう。ろうそくを定期的に手入れすることでろうそくの消耗が減り、燃料コストが大幅に減少した。ろうそくの値段が高いことと低い人件費から大量のろうそくを使用する場所には管理する人間がいた。

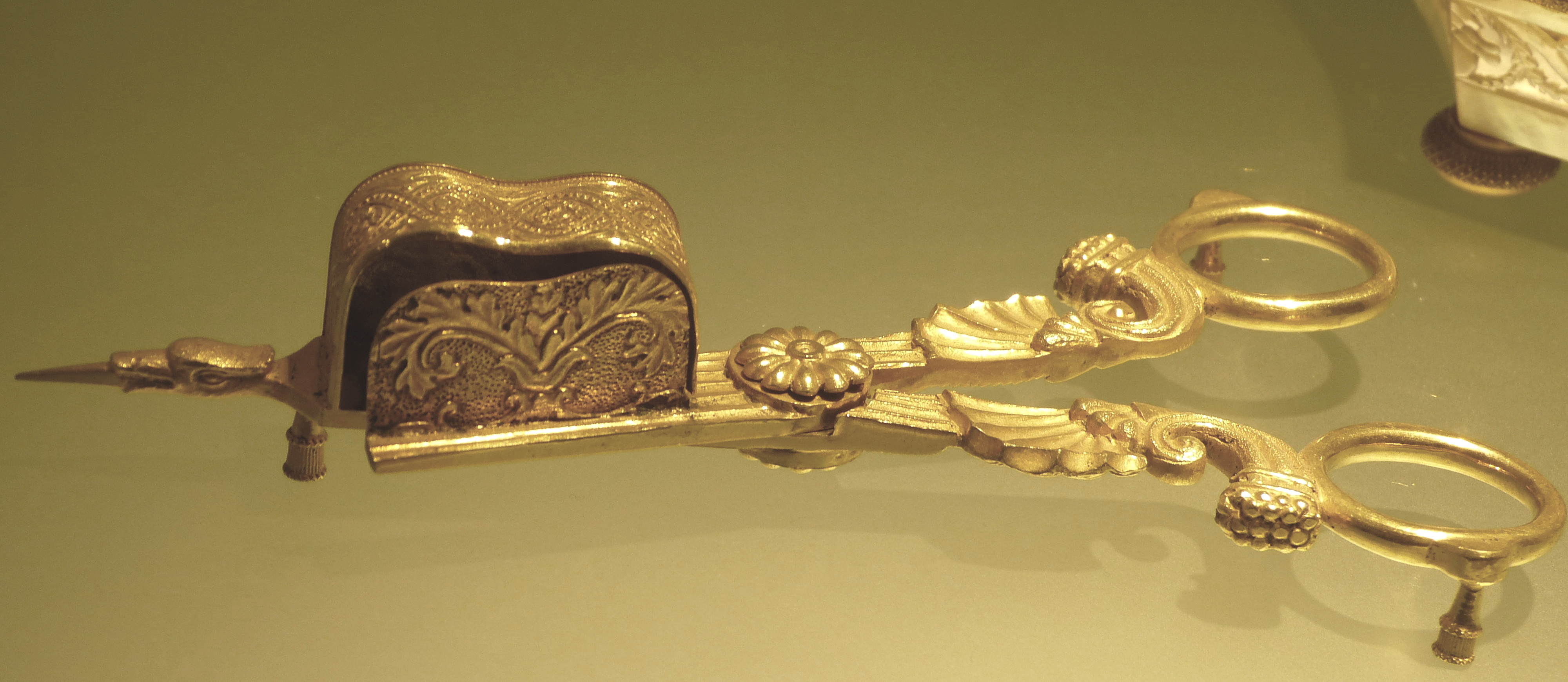
心切りハサミ

1783年にオイルランプが発明されるとろうそくを手入れする職業は消滅した。

## 文学における心切り役者
ゲーテの初期作品『プランダースヴァイルンの見本市』（1778年）の中で心切り役者がハンスヴルストの代役を務めている。18 世紀の啓蒙思想家はしばしば侮辱的に「心切り役者」と呼ばれた。ヨハン・ゴットリープ・フィヒテは「現代の心切り役者」と酷評され  1814年にハインリヒ・ルーデンはそう主張した。イグナス・アウレリウス・フェズラーの同名の劇(1810年)の夜警ベネディクトはこう説明している。「支配者、大臣、将軍に熟練した心切り役者を与えれば世界は明るく安全になる」
日本の漫画『ダーシャは芯を切る』で主人公として描かれている。
現代ドイツにはピエロのような仮装をした心切り役者のギルドを名乗る団体がある。

## 文献
- Lichtputzer. In: Jacob Grimm, Wilhelm Grimm (Hrsg.): Deutsches Wörterbuch. Band 12: L, M – (VI). S. Hirzel, Leipzig 1885, Sp. 889 (woerterbuchnetz.de).